# Seguro, são e consensual

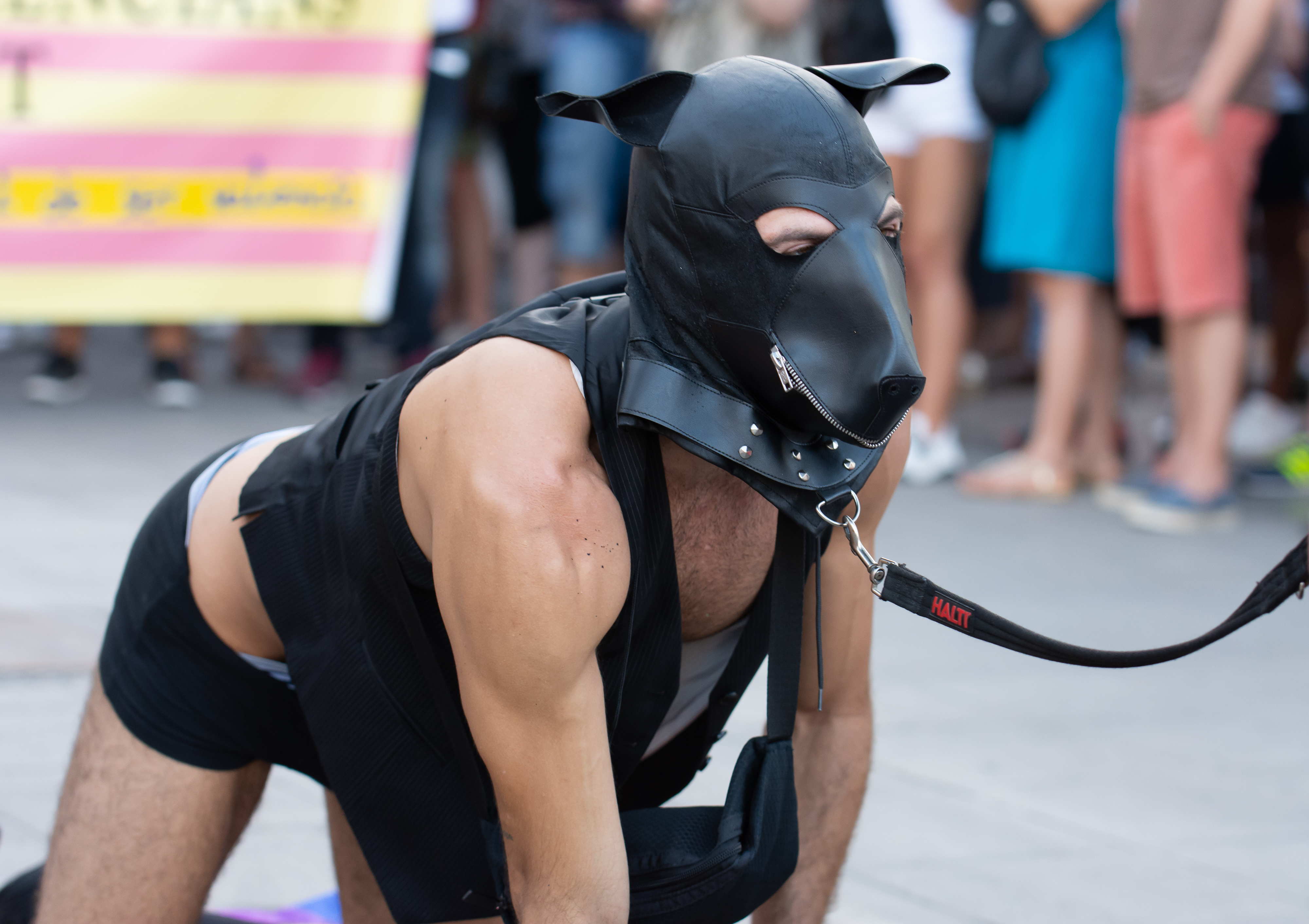
Homem praticando petplay. Dentro do BDSM, todas as ações devem ser consentidas.

Seguro, são e consensual (SSC) é um princípio do BDSM. A frase significa que todas as atividades precisam ser seguras e todos os envolvidos precisam estar aptos a consentir. O consenso é o que torna claro a distinção ética e legal entre BDSM e crimes como abuso emocional e violência doméstica.

## Histórico
A frase foi cunhada dentro do Gay Male S/M Activists (GMSMA), com o uso mais antigo dentro sendo de 17 de agosto de 1983, em documento assinado por Bob Gillespie e Martin Berkenwald. De acordo com David Stein, "seguro" e "são" vieram do lema usado para as celebrações do Dia da Independência dos Estados Unidos. Os termos também foram usados por Tony DeBlase para o Chicago Hellfire Club para práticas sadomasoquistas, mas o GMSMA foi a primeira organização a usá-los junto com o termo "consensual". O termo tornou-se popular durante os anos 80, principalmente após a Marcha Nacional em Washington para o Direito das Lésbicas e Gays em 1987, onde foi usado como slogan em estandartes e camisetas.

## Significado
O SSC foi originalmente criado para diferenciar o BDSM da patologia. Os primeiros grupos de sadomasoquismo eram acusados de praticarem atos como assassinato, violência doméstica e abuso infantil. Por isso, ele foi criado para diferenciar práticas sexuais que podiam se encaixar dentro da estrutura social e do bem-estar dos participantes de práticas indefensáveis ou ao menos questionáveis. O termo sai do pressuposto de comunidade, onde uma pessoa que não siga as regras estabelecidas é expulsa dos grupos de BDSM.
Os termos do SSC são vagos e tentam criar uma cultura de consenso, ao invés de regras rígidas dentro da comunidade. Eles significam o seguinte:
- Seguro: quando há o conhecimento da prática e objetos usados, assim como a prevenção de riscos
- São: a capacidade dos envolvidos de tomar decisões, com cada indivíduo sabendo separar a fantasia da realidade
- Consensual: acordo entre os participantes sobre o que será praticado e sobre como o ato poderá chegar ao fim se assim desejarem.[7]

### Críticas
De acordo com David Stein, "Aqueles com poucas ou nenhuma ligação com a luta para trazer o S/M para fora das sombras — que é tido como garantido nos clubes de BDSM de hoje em dia em toda a grande cidade e em imagens fetichistas por toda a mídia de massa — tendem a aplicar o slogan de maneira simplista, e o usam até mesmo para contrariar alguém cujas práticas o ofendem por seja lá qual for o motivo".
Alguns criticam que o SSC e o risk-aware consensual kink (RACK) contribuíram para a "baunilhificação" do BDSM.